# 威廉·博尔茨
威廉·博尔茨（1739年2月7日 - 1808年）是一位荷兰出生的英国商人。他曾在英国东印度公司任職，後來他離開英国东印度公司獨自在印度經商。晚年他回到葡萄牙里斯本定居。